# Bogdán Emil
Bogdán Emil (Temesvár, 1921. augusztus 23. – Budapest, 2008. november 19. ) magyar állatorvos, politikus.

## Élete

### Családja
Édesapja, Bogdán Bertalan Lajos, ács szakmunkás, majd pénzügyőrtiszt volt, édesanyja Arnold Terézia. Testvére Bogdán János orvos. Első házasságából született fia Bogdán Attila műszerész. 1958-tól feleségül vette Gál Katalin divatáru-kereskedőt. Két fiuk született, Zsolt aki jogász lett és Csaba aki zeneszerző, és több együttes (Első Emelet, Beatrice, Solaris) tagja volt, valamint Szandi férje.

### Tanulmányai
A temesvári Piarista Gimnáziumban érettségizett 1939-ben. Állatorvosi diplomát a Magyar Agrártudományi Egyetemen szerzett 1951-ben.

### Élete
1944 és 1945 között harcolt a második világháborúban. 1951 után állatorvos lett. 1961-től 1982-ig a Mezőgazdasági Kutató Intézet főállatorvosa volt.

### Politikai pályafutása
1987-ben részt vett a lakiteleki találkozón és a Magyar Demokrata Fórum alapító tagjaként, majd 1990-től 1993-ig a párt országgyűlési képviselőjeként dolgozott. 1993-ban kilépett az MDF-ből, és a Csurka István által alapított MIÉP alapító tagjaként 1994-ig a párt frakciójába is beülhetett. Az 1994-es országgyűlési választáson a MIÉP nem jutott be a parlamentbe, ezért Bogdán nem szerzett mandátumot. 1998-as választáson a MIÉP bejutott a törvényhozásba, ezért Bogdán 2002-ig országgyűlési képviselő lehetett a párt színeiben. Haláláig a MIÉP politikusa maradt.

### Halála
Bogdán Emil 87 éves korában hunyt el, 2008. november 19-én. A hírt Győri Béla, a MIÉP szóvivője közölte az MTI-vel.
2018-ban posztumusz martonvásári díszpolgári címet kapott. Archiválva 2019. január 10-i dátummal a Wayback Machine-ben